# لیلا محمدبیگوا
لیلا محمدبیگوا (به ترکی آذربایجانی: Leyla Məmmədbəyova) خلبان آذربایجانی و نخستین خلبان زن مسلمان و اولین خلبان زن در تاریخ منطقهٔ قفقاز، جنوب و شرق اروپا و آسیای میانه بود. او اولین پرواز خود را در باشگاه حمل و نقل هوایی محمدبیگوا در سال ۱۹۳۱ در باکو انجام داد.
لیلا محمدبیگوا تحصیلات هوایی خود را سال ۱۹۳۲ در یک باشگاه هوانوردی در مسکو ادامه داد و در ۱۷ مارس ۱۹۳۴ میلادی با هواپیمای U2 روسیه موفق به پرواز شد. وی برترین خلبان زن در اتحاد شوروی پس از نینا کامنه وادان می‌باشد.
او به‌دلیل اینکه مادر چهار فرزند کوچک (در مجموع شش فرزند) بود از شرکت در جنگ جهانی دوم معاف شد. فرزند بزرگ او به نام فریدون در جنگ جهانی دوم و فرزند کوچک او خانلار عیسی در جنگ قره باغ حضور داشتند.
لیلا محمدبیگوا چندی بعد به تنها معلم خلبانی و آموزش هواپیما در قفقاز مبدل شد و در طول دوران تدریسش ۴۰۰۰ چترباز را آموزش داد که از میان این تعداد دو نفر موفق به دریافت نشان افتخار «قهرمان اتحاد شوروی» شدند.
در سال ۱۹۹۵ میلادی فیلمی به کارگردانی ناظم رحمان با عنوان «عصمت» دربارهٔ زندگی وی ساخته شد.

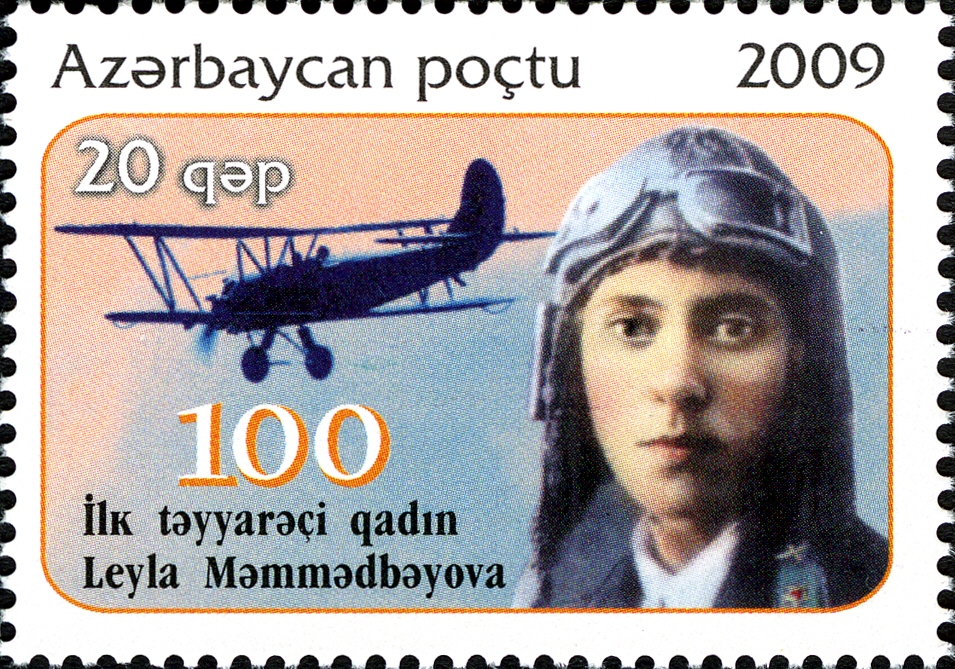
تصویر لیلا بر روی تمبر جمهوری آذربایجان.